# Diti
En l'hinduisme, Diti és una dea de la Terra, mare dels maruts (amb Rudra) i mare dels daitia (amb Kasiapa).

## Nom sànscrit
- diti, en el sistema AITS (alfabet internacional de transliteració del sànscrit).
- दिति, en escriptura devanagari del sànscrit.
- Pronúncia: /díti/.[1]
- Etimologia: possiblement sorgeix de l'antiquíssim nom Aditi (segurament anterior al sànscrit), però que en sànscrit podria significar ‘la que no està lligada’; dita vol dir: ‘lligat, subjectat amb lligams'
  - tallar en dos, dividir
  - liberalitat, generositat

## Història del nom
En el Rigveda (el text més antic de l'Índia, de mitjan II mil·lenni ae) apareix el mot diti en el sentit de ‘liberalitat’, ‘generositat’, i també podria ser la personificació de la liberalitat; en aquest cas ja seria una dea.
En l'Atharvaveda (7, 7, 1) ―aproximadament de finals del II mil·lenni ae o principis delmil·lenni I a― és el nom d'una dea com a simple contrapart de la dea Aditi, tal com el terme sànscrit sura (déu) apareix com a contrapart del més antic terme asura, en el qual la a inicial és una partícula negativa. També apareix en aquesta època en el Vayasaneisamjita, 18, 22.
Ja en el text epicoreligiós Mahabharata (del segle iii aC), Diti és una de les seixanta filles de Prajapati Dakxa (fill del déu Brama de quatre caps), un dels avis de la creació, déu de l'habilitat en els rituals i rei). Sa mare era Virni.

## Llegendes
En el Mahabharata, Diti es converteix en una de les tretze esposes de Kashyapa (que era un altre prajapati, i un gran savi). Diti tingué molts fills i filles dimonis. Els seus dos fills més famosos eren Hirania Aksa ― mort per l'avatar Varaha (senglar) de Vixnu― i Hirania Kasipu ―mort per l'avatar Nara-Simja (home-lleó)―. També tingué una filla anomenada Holika, que va morir assassinada pels seus propis poders en voler matar el nen Prajlada (fill devot del dimoni Hirania Kasipu), de cinc anys.
Diti és mare dels daitia amb el savi Kashyapa (que estava casat amb Aditi, germana de Diti). Diti sol ser cruel amb la seua germana i el seu espòs Kashyapa. Està obsessionada a tractar d'elevar el poder dels seus fills dimonis al màxim. Ella odia als fills d'Aditi, que són déus. Diti volia tenir un fill que fos més poderós que el déu Indra (que havia mort als seus fills anteriors), per això practicava la màgia, i es va mantenir embarassada durant un any. Indra emprà el seu raig Vashra per a matar el fetus en cent trossos, que finalment nasqueren com els maruts.

## Els fills de Diti
En veure que els déus havien beneït amb fills les coesposes d'Aditi, Diti també estava molt ansiosa per tenir un fill. Li demanà a Kasiapa relacions sexuals. Kasiapa hi accedí, però li digué que havia de passar l'hora infausta en què Xiva i el seu seguici de fantasmes i esperits realitzen l'eterna processó (possiblement a la mitjanit).
Diti, moguda per la luxúria, no volgué esperar i arrossegà Kasiapa per la roba, la qual cosa l'autor del text considerava un signe de falta de modèstia. Com que la ment de Diti era impura, engendrà dos fills indignes que violarien totes les regles religioses (dharma) i seguirien el camí de l'adharma (la no-religió). Quan Diti es penedí del seu acte, Kasiapa la va consolar dient que tots dos fills serien assassinats per Vixnu i, per tant, serien beneïts pel contacte amb el déu. A més, un dels quatre fills del seu primer fill seria un gran devot de Vixnu i també l'home més noble (profetitzà així el naixement del rei Pralada).
En el Mahabharata (adi-parva, secció 67) es diu que el malvat rei Shishu Pala, el poderós governant de Chedi, era una encarnació d'Hirania Kasipu, fill de Diti.
El Vixnupurana (dels primers segles de la nostra era) en va més enllà: afig que aquests dos dimonis en realitat eren els piadosos porters del déu Vixnu, Yaia i Viyaia, que s'encarnaren algunes vegades com a dimonis per donar plaer als avatars de Vixnu, que els assassinaven sistemàticament:
- Hirania Kaxipu i Hirania Akxa
- Ravana i Kumbha Karna
- Shishupala i Dantavakra.

L'escriptor bengalí Krisnadas Kavirash Gosuami (1496-1588) ―en el seu text Chaitania-charita-amrita (1582), en què estableix que el santó Chaitania (1486-1533) havia estat un avatar del déu Krixna― diu que Yaia i Viyaia demanen al déu Vixnu poder encarnar-se una quarta vegada per participar en els seus passatemps a la Terra, i ho van fer com Yagai i Madhai.
A més del gran daitia Hirania Kaxipu, altres fills famosos de Diti també s'esmenten en l'Adi parva (primer capítol) del Mahabharata:
- Sivi: un gran daitia, fill de Diti, que a la Terra es va convertir en el famós rei Druma.
- Ashua o Ashuaka (‘cavall'): gran daitia. Segons una llegenda, el rei Aixoka n'era una reencarnació.[2][3]
- Ashua Pati (‘genet del cavall'): germà menor d'Ashua. Segons una llegenda, Jarkidia, rei dels malla, n'era una encarnació.
- Sarabha: segons el Mahabharata s'encarnà com el savi rei Paurava.
- Chandra (‘lluna’): el primer fill de Diti, bell com el mateix Senyor dels estels (el déu de la Lluna), segons el Mahabharata s'encarnà com a Chandra Varman, rei dels kamboya.[4]